# Северјани (Грчка)
Северјани (грч. Βορεινό, Ворино) је насељено место у општини Меглен у периферији Средишња Македонија, Грчка. Према попису из 2021. године било је 673 становника.
Према бугарском географу и историчару, Василу Канчову, у Северјанима је 1900. године живело 1.200 Словена муслимана и 130 Словена хришћана. Већи део мештана Северјана је током 18. века због притиска и веће сигурности за живот прешао на ислам. Године 1924. муслиманско становништво је принудно исељено у Турску а на њихово место су насељене грчке избегличке породице из 
Турске, укупно 682 особе. На попису из 1928. године Северјани су имали 693 становника.